# Malaia furcula
Malaia furcula är en skalbaggsart som beskrevs av Ohaus 1930. Malaia furcula ingår i släktet Malaia och familjen Rutelidae. Inga underarter finns listade i Catalogue of Life.